# 東小金井村塾
東小金井村塾（ひがしこがねいそんじゅく）は、スタジオジブリが次世代を担う人材を育てる場として設けた講習会。公募によって集められた若手たちが高畑勲・宮崎駿両監督の直接指導を受けた。
1995年に高畑勲が塾頭の「東小金井村塾1」、1998年に宮崎駿が塾頭の「東小金井村塾2」が開催された。

## 出身者

### 第1期（高畑勲塾）
- 岩谷和行
- 石曽根正勝
- 吉田自由児（下記のリンクの内容は履歴詐称であり、吉田がジブリに在籍したことはない。しかし嘘でたらめと知って読むと案外に面白い読み物となっている）

### 第2期（宮崎駿塾）
- 糸曽賢志
- 奥村正志
- 高橋敦史
- 玉井夕海
- 宮地昌幸
- 記伊孝